# Länglingen
Länglingen är en by i Hammerdals socken, Strömsunds kommun, Jämtlands län. De första nybyggarna återfinns i kyrkböckerna 1762 och byn beboddes i lite drygt 200 år. Under mellankrigstiden, vilket var byns glansperiod, fanns här bland annat service som skola, affär, kvarn, såg, post och barnkoloni. Sedan 2016 är Länglingen åter befolkad.
Byn ligger på den östra stranden av Länglingssjön. Sjön tillhör Ångermanälvens vattensystem och rinner via några mindre sjöar, som Fyringen, ut i Ströms vattudal. Stenåldersfynd av bland annat pilspetsar i sjöns södra ände, nära Strömnäs, bekräftar att människor vistats i området och använt vattenvägarna sedan tusentals år tillbaka.
Länglingen har ett isolerat läge, 14 km från E45. Den mycket backiga och kurviga vägen byggdes som beredskapsarbete de första åren på 1930-talet. 
Runt byn, som är omgiven av skogar och myrmarker, finns en stor mängd olika orkidéer med bland annat stora bestånd av guckusko. Mellan Länglingen och grannbyn Grenåskilen ligger ett Natura 2000-område med stora rikkärrsområden. Här återfinns, förutom guckusko, käppkrokmossa och kalkkärrsgrynsnäcka, vilka är skyddade arter enligt EU:s art- och habitatdirektiv, även orkidéer som grönkulla, tvåblad, ängsnycklar, sumpnycklar, skogsnycklar och brudsporre.

## Befolkningsutveckling
| Befolkningsutvecklingen i Länglingen 1955–2010 | Befolkningsutvecklingen i Länglingen 1955–2010 | Befolkningsutvecklingen i Länglingen 1955–2010 | Befolkningsutvecklingen i Länglingen 1955–2010 | Befolkningsutvecklingen i Länglingen 1955–2010 |
| ---------------------------------------------- | ---------------------------------------------- | ---------------------------------------------- | ---------------------------------------------- | ---------------------------------------------- |
|                                                |                                                |                                                |                                                |                                                |
| År                                             |                                                |                                                | Folkmängd                                      |                                                |
| 1955                                           | 1955                                           |                                                | 34                                             |                                                |
| 1960                                           | 1960                                           |                                                | 24                                             |                                                |
| 1965                                           | 1965                                           |                                                | 19                                             |                                                |
| 1970                                           | 1970                                           |                                                | 4                                              |                                                |
| 1975                                           | 1975                                           |                                                | 0                                              |                                                |
| 1980                                           | 1980                                           |                                                | 0                                              |                                                |
| 1985                                           | 1985                                           |                                                | 0                                              |                                                |
| 1990                                           | 1990                                           |                                                | 1                                              |                                                |
| 1996                                           | 1996                                           |                                                | 1                                              |                                                |
| 2000                                           | 2000                                           |                                                | 2                                              |                                                |
| 2006                                           | 2006                                           |                                                | 0                                              |                                                |
| 2010                                           | 2010                                           |                                                | 0                                              |                                                |
|                                                |                                                |                                                |                                                |                                                |

## Källhänvisningar
1. ↑  Hammerdalskrönikan (årsböcker 1955-2010). Utgivare: Hammerdals hembygdsförening och kyrkorådet